# 教尊寺
教尊寺（きょうそんじ）は、大分県大分市大字本神崎にある浄土真宗本願寺派の寺院である。山号は潮音山（ちょうおんざん）。本堂など7棟が大分県有形文化財に指定されている。

## 概要
教尊寺のある大分市東部は江戸時代には熊本藩（肥後藩）の飛び地であり、当寺は寛永18年（1641年）、熊本藩主細川光尚の助力を得て開設された。
熊本藩の参勤交代の経路にあたり、御殿や書院は藩主らの休息所として使用された。1810年（文化7年）2月には日本地図作成のため全国を測量していた幕府測量方伊能忠敬一行が宿泊した。

## 文化財

### 大分県指定有形文化財
- 本堂
- 庫裡付玄関
- 書院
- 御殿
- 経蔵
- 鐘楼
- 山門
1999年（平成11年）3月23日指定。江戸時代の伽藍構成が残り、建物も大半は江戸時代のものが現存している[1]。

## 交通
- 鉄道 - JR九州日豊本線幸崎駅下車。徒歩約15分。
- バス - 大分バス「築山古墳入口」停留所下車。徒歩約10分[2]。